# MAKS・スペースプレーン

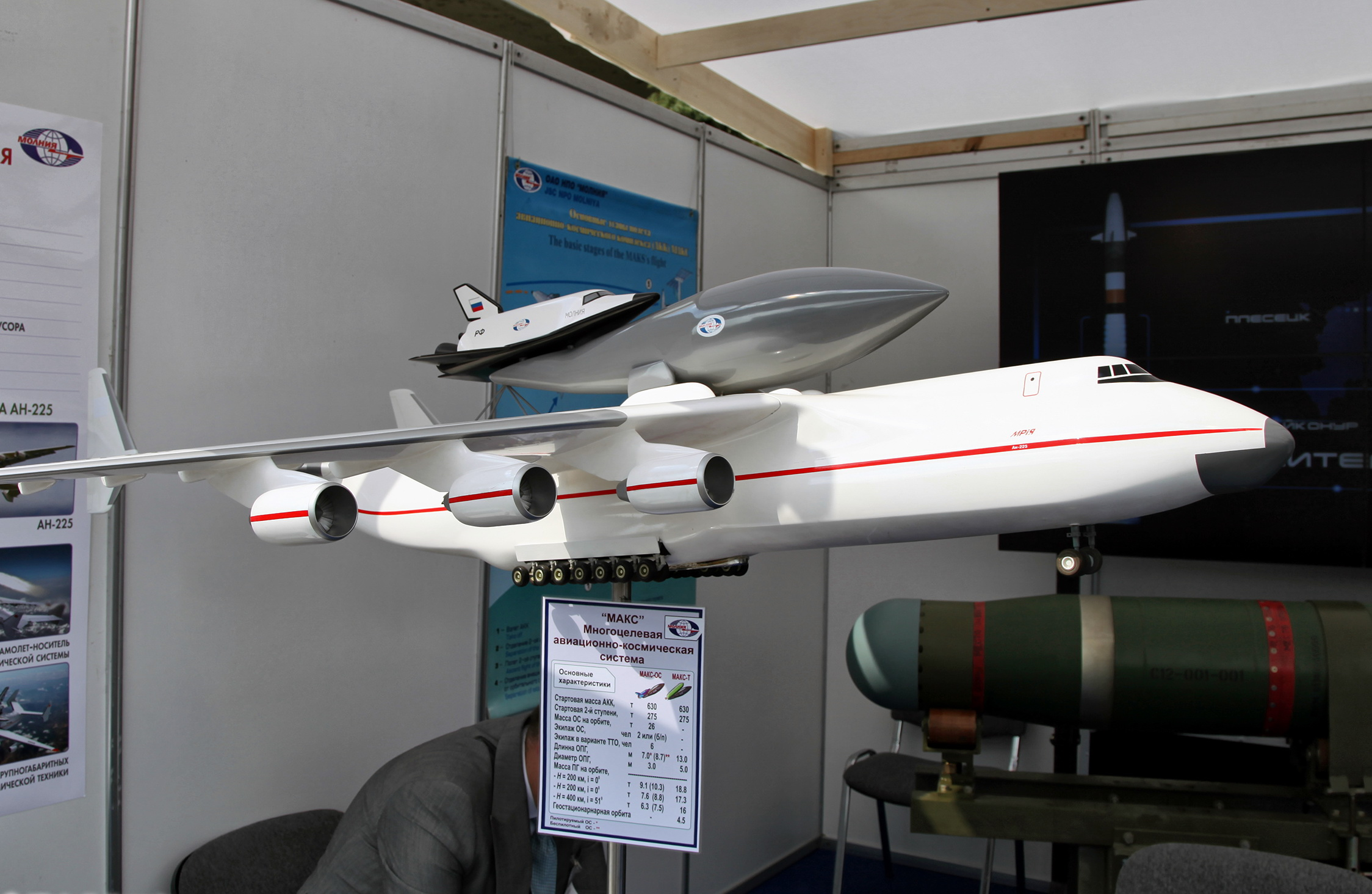
An-225に搭載されるMAKS-OS(模型)

MAKS（多目的航空宇宙システム）（ロシア語: МАКС (Многоцелевая авиационно-космическая система)）は1988年に提案され、1991年に中止されたロシアの空中発射型の部分的再使用型の有人宇宙船である。オービターは重量毎の低軌道への投入費用を1/10に減らすことを企図していた。再使用型のオービターと使い捨て式の外部燃料タンクをAn-225輸送機に乗せて空中で分離して発射する概念だった。システムの重量は275トン(271 LT; 303 ST),で7トン(6.9 LT; 7.7 ST)のペイロードを低軌道へ投入する能力を持つ予定だった。
標準仕様のMAKS-OS、ペイロードの積載量を増やしたMAKS-T、燃料タンクをオービターの機体に内蔵したMAKS-Mの3通りのMAKSシステムが検討された。
2010年6月時点においてロシアはMAKS計画の復活を検討している。
システムは通常のクラス1の空港からAn-225に搭載した状態で飛び立ち、空中で分離してから発射される。帰還後は通常の空港に着陸して整備も既存の設備で行われる。このシステムの鍵となる要素は外部燃料タンク以外は再利用される。MAKSは現在の先進的な科学と航空宇宙技術を基にする。
MAKSは宇宙ステーションの緊急時における救助や諜報活動にも使用できる。射場を限定しない事はこのようなシステムの利用範囲を広げる。

## 計画の歴史
この計画は1980年代に"モルニア科学生産共同体"で始まった。BOR-4無人実験機が試験された。この計画はブランとは異なり自立採算だった。推定1.5年で減価償却して8.5倍の利益をもたらす事が期待された。このシステムは類似の機体が開発されていなかったのでユニークだった。さらに低軌道へのkg毎の打ち上げ費用はMAKSは再使用(100回)できるので既存のロケットと比較して現在の平均的な打ち上げ費用の約$8000～12000ドル/kg、ドニエプルロケットの$3500ドル/kgよりも大幅に安い約$1000ドル/kgが見込まれる。
利点は無毒性の推進剤(三液推進系のRD-701エンジンではケロシン/液体水素+液体酸素)を使用する事によって大幅な環境安全性がもたらされる事も含まれる。現在はこの計画に既に約140億ドルが注がれた。
MAKS計画は1994年にブリュッセルのワールドサロン・オブ・インベンションズでベルギーの首相から"ブリュッセル・エウレカ-94"の科学研究と産業技術革新において金メダルが授与された。開発コードは9A-10 485である。

## 仕様
MAKSの技術仕様
アントノフAn-225は元々ブランスペースシャトルの輸送用として開発された。背中に275トンのMAKSを搭載して飛行する。高度7.8kmまで上昇して、素早く高度6.8kmまで降下して再び8.6kmまで上昇する。その段階でMAKSを時速900kmで分離する。分離後、アントノフは高度8.8kmに達し8.2kmまで降下する。その時点で軌道を開始した地点からの距離は20kmである。
- 外部燃料タンク:液体酸素と液体水素とケロシンを運ぶ。直径6.38mで全長32.1mで総重量は248,000 kgで空重量は11,000 kgである。
- MAKS オービター: 100回再使用できるように設計される。ブランの開発が基になっている。空重量は18,400 kgで全幅は12.5 mで全長は19.3 mである。無人機仕様では9.5トンを低軌道(高度200 kmで軌道傾斜角51°)へ運ぶ能力を持つ。貨物は直径2.8mで全長8.7mである。有人仕様は2名と8.3トン、2.8 x 6.8 mの貨物を同じ軌道へ投入する。RD-701は離陸時に液体酸素とケロシン、途中で液体水素に切り替え15回使用するように設計される。

原型機では3基の液体水素と液体酸素を推進剤とするそれぞれ推力90トンのNK-45エンジンを使用する設計だった。離陸時の総重量は250トンで7トンのペイロードを搭載した。設計は改良され三液式のRD-701エンジンを搭載して高密度推進剤を使用することでペイロードを8.4トンに増やす事を意図していた。
使い捨ての推進剤タンクを使う異なる設計案があった。最終的に二つの設計案になった。
開発者達は静止軌道への宇宙船の打ち上げを検討していた。システムの開発はサマーラで進められた。
静止軌道へは低緯度の海上から打ち上げる。ロシアの射場は北にあるのでこの計画による経済的な恩恵は大きい。

## 現在の計画の状態
1980年代末の原型と比較してMAKSの重量が当初の250トンから275トンに増加して水素エンジンはNPOエネゴマシュによって開発された三液式のRD-701に置き換えられた。実物大のモックアップが製作された。ユージュマシュの工場で実物大のモックアップが製作されたが、モスクワに輸送後廃棄された。